# Babarpur Ajitmal
Babarpur Ajitmal é uma cidade e uma nagar panchayat no distrito de Auraiya, no estado indiano de Uttar Pradesh.

## Demografia
Segundo o censo de 2001, Babarpur Ajitmal tinha uma população de 24,550 habitantes. Os indivíduos do sexo masculino constituem 53% da população e os do sexo feminino 47%. Babarpur Ajitmal tem uma taxa de literacia de 66%, superior à média nacional de 59.5%; com 58% para o sexo masculino e 42% para o sexo feminino. 16% da população está abaixo dos 6 anos de idade.